# Чък Шулдинър
Чарлз Майкъл (Чак) Шулдинър (на английски: Chuck Schuldiner) е американски певец, композитор и китарист, основател на метъл група Death, а по-късно и на супергрупата Control Denied. Чак често е наричан „бащата на дет метъла“.

## Живот

### Ранни години
Чак Шулдинър е роден на 13 май 1967 г. в Лонг Айлънд, Ню Йорк. Родителите му са учители от еврейски произход, а Чак е най-малкият от 3 деца. Има по-голяма сестра и по-голям брат на име Франк. През 1968 г. семейството му се мести във Флорида.
На 9 години започва да свири на китара. След смъртта на 16-годишният му брат, родителите на Чак му купили китара, мислейки че по този начин ще се потули мъката му. Чак взимал уроци по класическа китара за по-малко от година, учителят му го научил на „Мери имаше малко Агънце“, която той не харесал особено, и почти спрял да свири, докато родителите му не видели една електрическа китара на разпродажба и му я купили. След придобиването ѝ, той никога не спрял да свири, да пише музика и да се самообучава. Чак често прекарвал уикендите си в гаража, или в стаята си, заедно с китарата, но в делничните дни бил ограничен до 3 часа заради училището.
Първоначално Чак е бил вдъхновен от Iron Maiden, Kiss, Billy Idol, и още много други. Той бил заинтересован най-вече от метъл движение наречено NWOBHM – Нова вълна в британския хевиметъл – и цитира групи от този жанр като любими. Той често споменавал френската легенда Sortilège като негова любима метъл група. Също и Slayer, Possessed, Mercyful Fate/King Diamond и Metallica, повлияли по-късно върху собствената му група.

### 1999 – 2001
През май 1999 г., Чак получава болка в горната част на шията, което той първоначално приписва на прищипан нерв. Консултира се със специалист невролог, след това с масажист терапевт, който му препоръчва MRI тест. Оказва се прав за нерва, но причината за болката е тумор. На рождения си ден, 13 май 1999 г., на Чак е поставена диагноза pontine glioma – вид рак на мозъка, а химиотерапията е неизбежна.
През октомври 1999 г., семейството на Чак обявява, че той почти се е възстановил. През януари 2000 г., Чак претърпява операция за премахване на това, което е останало от тумора.
Операцията преминала успешно, въпреки това, семейство му пропада финансово. Общите разходи за операциите, били около $70 000 – цена, която семейството на Чак не могли да си позволят. Много фондове, търгове, и концерти били нужни, за да покрият разходите. Парите започват да идват откъм метъл общността, изпаднала в тотален шок съзнавайки, че живота на Чак е в опасност. Метъл общността и семейството на Чак оказват голяма загриженост, защото Чак може да загуби живота си поради липса на средства.
Шулдинър продължил да работи с новата си група Control Denied, но около две години след първоначалната диагноза, през май 2001 г. ракът отново се проявил. Чак отказал операцията заради недостиг на средства (въпреки че такава трябвало да се направи веднага). Майка му, Джейн Шулдинър, подема иницатива срещу американската здравна система, тъй като след първата си операция, Чак отново имал здравна застраховка, но застрахователната компания отказала да заплати, тъй като тумора съществувал преди сключването на застраховката. През лятото на 2001 г. много американски музиканти правят аукциони и концерти, с цел събиране на средства за лечението. Чак бил на химиотерапия, но както на повечето лекарства против рак, страничните ефекти били силни и отслабили силите му. В края на октомври същата година, Чак се разболява от пневмония и на 13 декември 2001 г. умира. На 18 декември е погребан в Тампа, Флорида и в репортаж на MTV показва на погребението му голямо число известни музиканти, сред които убития 3 години по-късно Даймбег Даръл, както и всички бивши и настоящи членове на групата Death.

## Дискография

### Death
- Scream Bloody Gore (1987)
- Leprosy (1988)
- Spiritual Healing (1990)
- Human (1991)
- Individual Thought Patterns (1993)
- Symbolic (1995)
- The Sound of Perseverance (1998)

### Voodoocult
- Jesus Killing Machine (1994)

### Control Denied
- The Fragile Art of Existence (1999)